# Petalifera ramosa
Petalifera ramosa is een slakkensoort uit de familie van de Aplysiidae. De wetenschappelijke naam van de soort is voor het eerst geldig gepubliceerd in 1959 door Baba.